# اسواران (یگان ویژه)
ایجاد پلیس اسب سوار یا (اسواران) از سوی پلیس در اردیبهشت سال ۱۳۹۲ شروع شد. پلیس ابتدا با خرید ده اسب از بندر ترکمن فعالیت خود را با آموزش مأموران پلیس شروع کرد. واحد اسواران نیروی انتظامی در باشگاه براق در کنار دانشگاه علوم انتظامی در تهران ایجاد شد. اسب‌های یگان ویژه نیروی انتظامی از نژادهای ترکمن، عرب، کرد و دو اسب از نژاد فیریزین است. سرهنگ فرزاد کیانیان، نخستین فرمانده یگان اسواران نیروی انتظامی، در مورد دلیل استفاده از نژادهای فیریزین در یگان ویژه گفت که «اسب‌های عرب زینتی، اسب‌های کرد قدرتی و اسب‌های ترکمن سرعتی هستند، اسب‌های فیریزین در عین اینکه از سایر اسب‌ها آرام‌تر هستند، به دلیل جثه بزرگ در اغتشاشات برای ایجاد جو روانی و برقراری آرامش مؤثر خواهند بود.»

## وظایف
پلیس اسب سوار ایران (اسواران) که برای استفاده در «ضد شورش» ایجاد شده است کلاس‌های آموزش اسب سواری برای عموم راه اندازی کرده و تیم این یگان خود را برای شرکت در مسابقات چوگان و پرش با اسب در نیمه دوم سال ۱۳۹۳ آماده می‌کند. وظایف متعددی برعهده این یگان است، اما کنترل اجتماعات، شرکت در مانور و رژه‌ها و همچنین افزایش آمادگی بدنی مأموران از جمله آن است. از این یگان در سالهای آینده در رژه‌های تشریفاتی و استادیوم آزادی استفاده می‌شود و فعلاً در اغتشاشات استفاده نخواهد شد چرا که اسب‌ها باید تربیت شوند و در حال حاضر اجتماعی کردن اسب‌ها در دستور کار قرار دارد. همچنین قرار است در آینده نیز این اسب‌ها برای آموزش مرزبانی نیز استفاده شوند. نیروی انتظامی به دنبال توسعه یگان اسواران است و به گفته فرمانده یگان اسواران، یگان غرب کشور و ایلام در حال راه‌اندازی است.

## اعتراضات ۱۴۰۱ ایران
همزمان با در هشتمین هفته از  اعتراضات ۱۴۰۱ ایران،‌ تصاویری از استقرار پلیس اسب سوار در فلکه دوم صادقیه در غرب تهران منتشر شد. 